# 19.ª etapa do Giro d'Italia de 2022
A 19.ª etapa do Giro d'Italia de 2022 teve lugar a 27 de maio de 2022 entre Marano Lagunare e Santuario della Beata Vergine di Castelmonte sobre um percurso de 178 km. O vencedor foi o neerlandês Koen Bouwman da equipa Jumbo-Visma e o equatoriano Richard Carapaz manteve a liderança uma jornada mais.

## Classificação da etapa
| Marano Lagunare - Santuario della Beata Vergine di Castelmonte | média montanha | (178 km) |

| \| Classificação por etapas \| Classificação por etapas \| Classificação por etapas \| Classificação por etapas \| Classificação por etapas \| \| Ciclista \| Ciclista \| Equipe \| Tempo \| \| \| ------------------------ \| ------------------------ \| ------------------------ \| ------------------------ \| ------------------------ \| \| 1. \| Koen Bouwman \| Jumbo-Visma \| 4h32m55s \| \| \| 2. \| Mauro Schmid \| Quick-Step Alpha Vinyl \| + 0s \| \| \| 3. \| Alessandro Tonelli \| Bardiani CSF Faizanè \| + 3s \| \| \| 4. \| Attila Valter \| Groupama-FDJ \| + 6s \| \| \| 5. \| Andrea Vendrame \| AG2R Citroën Team \| + 10s \| \| \| 6. \| Tobias Bayer \| Alpecin-Fenix \| + 2m45s \| \| \| 7. \| Guillaume Martin \| Cofidis \| + 3m49s \| \| \| 8. \| Richard Carapaz \| Ineos Grenadiers \| + 3m56s \| \| \| 9. \| Jai Hindley \| Bora-Hansgrohe \| + 3m56s \| \| \| 10. \| Mikel Landa \| Bahrain Victorious \| + 3m56s \| \| |                    |                        |          |
| |                    |                        |          |
| Fonte: ProCyclingStats |                    |                        |          |
| Classificação por etapas |                    |                        |          |
| Ciclista | Ciclista           | Equipe                 | Tempo    |
| 1. | Koen Bouwman       | Jumbo-Visma            | 4h32m55s |
| 2. | Mauro Schmid       | Quick-Step Alpha Vinyl | + 0s     |
| 3. | Alessandro Tonelli | Bardiani CSF Faizanè   | + 3s     |
| 4. | Attila Valter      | Groupama-FDJ           | + 6s     |
| 5. | Andrea Vendrame    | AG2R Citroën Team      | + 10s    |
| 6. | Tobias Bayer       | Alpecin-Fenix          | + 2m45s  |
| 7. | Guillaume Martin   | Cofidis                | + 3m49s  |
| 8. | Richard Carapaz    | Ineos Grenadiers       | + 3m56s  |
| 9. | Jai Hindley        | Bora-Hansgrohe         | + 3m56s  |
| 10. | Mikel Landa        | Bahrain Victorious     | + 3m56s  |

## Classificações ao final da etapa

### Classificação geral(Maglia Rosa)
| \| Classificação geral \| Classificação geral \| Classificação geral \| Classificação geral \| Classificação geral \| \| Ciclista \| Ciclista \| Equipe \| Tempo \| \| \| ------------------- \| ------------------- \| ---------------------------------- \| ------------------- \| ------------------- \| \| 1. \| Richard Carapaz \| Ineos Grenadiers \| 81h18m12s \| \| \| 2. \| Jai Hindley \| Bora-Hansgrohe \| + 3s \| \| \| 3. \| Mikel Landa \| Bahrain Victorious \| + 1m05s \| \| \| 4. \| Vincenzo Nibali \| Astana Qazaqstan Team \| + 5m53s \| \| \| 5. \| Pello Bilbao \| Bahrain Victorious \| + 6m22s \| \| \| 6. \| Jan Hirt \| Intermarché-Wanty-Gobert Matériaux \| + 7m15s \| \| \| 7. \| Emanuel Buchmann \| Bora-Hansgrohe \| + 8m21s \| \| \| 8. \| Domenico Pozzovivo \| Intermarché-Wanty-Gobert Matériaux \| + 12m55s \| \| \| 9. \| Juan Pedro López \| Trek-Segafredo \| + 15m29s \| \| \| 10. \| Hugh Carthy \| EF Education-EasyPost \| + 17m10s \| \| |                    |                                    |           |
| |                    |                                    |           |
| Fonte: ProCyclingStats |                    |                                    |           |
| Classificação geral |                    |                                    |           |
| Ciclista | Ciclista           | Equipe                             | Tempo     |
| 1. | Richard Carapaz    | Ineos Grenadiers                   | 81h18m12s |
| 2. | Jai Hindley        | Bora-Hansgrohe                     | + 3s      |
| 3. | Mikel Landa        | Bahrain Victorious                 | + 1m05s   |
| 4. | Vincenzo Nibali    | Astana Qazaqstan Team              | + 5m53s   |
| 5. | Pello Bilbao       | Bahrain Victorious                 | + 6m22s   |
| 6. | Jan Hirt           | Intermarché-Wanty-Gobert Matériaux | + 7m15s   |
| 7. | Emanuel Buchmann   | Bora-Hansgrohe                     | + 8m21s   |
| 8. | Domenico Pozzovivo | Intermarché-Wanty-Gobert Matériaux | + 12m55s  |
| 9. | Juan Pedro López   | Trek-Segafredo                     | + 15m29s  |
| 10. | Hugh Carthy        | EF Education-EasyPost              | + 17m10s  |

### Classificação por pontos(Maglia Ciclamino)
| Classificação por pontos | Classificação por pontos | Classificação por pontos        | Classificação por pontos | Classificação por pontos |
| Ciclista                 | Ciclista                 | Equipe                          | Pontos                   |                          |
| ------------------------ | ------------------------ | ------------------------------- | ------------------------ | ------------------------ |
| 1.                       | Arnaud Démare            | Groupama-FDJ                    | 254 pts                  |                          |
| 2.                       | Fernando Gaviria         | UAE Team Emirates               | 136 pts                  |                          |
| 3.                       | Mark Cavendish           | Quick-Step Alpha Vinyl          | 132 pts                  |                          |
| 4.                       | Mathieu van der Poel     | Alpecin-Fenix                   | 96 pts                   |                          |
| 5.                       | Alberto Dainese          | Team DSM                        | 95 pts                   |                          |
| 6.                       | Dries De Bondt           | Alpecin-Fenix                   | 83 pts                   |                          |
| 7.                       | Simone Consonni          | Cofidis                         | 73 pts                   |                          |
| 8.                       | Phil Bauhaus             | Bahrain Victorious              | 72 pts                   |                          |
| 9.                       | Koen Bouwman             | Jumbo-Visma                     | 71 pts                   |                          |
| 10.                      | Filippo Tagliani         | Drone Hopper-Androni Giocattoli | 70 pts                   |                          |

### Classificação da montanha(Maglia Azzurra)
| Classificação da montanha | Classificação da montanha | Classificação da montanha          | Classificação da montanha | Classificação da montanha |
| Ciclista                  | Ciclista                  | Equipe                             | Pontos                    |                           |
| ------------------------- | ------------------------- | ---------------------------------- | ------------------------- | ------------------------- |
| 1.                        | Koen Bouwman              | Jumbo-Visma                        | 294 pts                   |                           |
| 2.                        | Giulio Ciccone            | Trek-Segafredo                     | 103 pts                   |                           |
| 3.                        | Diego Rosa                | Eolo-Kometa                        | 94 pts                    |                           |
| 4.                        | Jai Hindley               | Bora-Hansgrohe                     | 74 pts                    |                           |
| 5.                        | Lennard Kämna             | Bora-Hansgrohe                     | 74 pts                    |                           |
| 6.                        | Santiago Buitrago         | Bahrain Victorious                 | 71 pts                    |                           |
| 7.                        | Richard Carapaz           | Ineos Grenadiers                   | 65 pts                    |                           |
| 8.                        | Jan Hirt                  | Intermarché-Wanty-Gobert Matériaux | 57 pts                    |                           |
| 9.                        | Gijs Leemreize            | Jumbo-Visma                        | 47 pts                    |                           |
| 10.                       | Wilco Kelderman           | Bora-Hansgrohe                     | 42 pts                    |                           |

### Classificação dos jovens(Maglia Bianca)
| Classificação dos jovens | Classificação dos jovens | Classificação dos jovens | Classificação dos jovens | Classificação dos jovens |
| Ciclista                 | Ciclista                 | Equipe                   | Tempo                    |                          |
| ------------------------ | ------------------------ | ------------------------ | ------------------------ | ------------------------ |
| 1.                       | Juan Pedro López         | Trek-Segafredo           | 81h33m41s                |                          |
| 2.                       | Santiago Buitrago        | Bahrain Victorious       | + 5m11s                  |                          |
| 3.                       | Pavel Sivakov            | Ineos Grenadiers         | + 18m32s                 |                          |
| 4.                       | Thymen Arensman          | Team DSM                 | + 28m55s                 |                          |
| 5.                       | Luca Covili              | Bardiani CSF Faizanè     | + 1h02m37s               |                          |
| 6.                       | Mauri Vansevenant        | Quick-Step Alpha Vinyl   | + 1h31m00s               |                          |
| 7.                       | Vadim Pronskiy           | Astana Qazaqstan Team    | + 1h39m57s               |                          |
| 8.                       | Gijs Leemreize           | Jumbo-Visma              | + 1h43m23s               |                          |
| 9.                       | Attila Valter            | Groupama-FDJ             | + 1h44m54s               |                          |
| 10.                      | Jhonatan Narváez         | Ineos Grenadiers         | + 1h58m03s               |                          |

### Classificação por equipas"Super team"
| Classificação por equipes | Classificação por equipes          | Classificação por equipes | Classificação por equipes |
| Equipe                    | Equipe                             | Tempo                     |                           |
| ------------------------- | ---------------------------------- | ------------------------- | ------------------------- |
| 1.                        | Bahrain Victorious                 | 244h06m06s                |                           |
| 2.                        | Bora-Hansgrohe                     | + 2m36s                   |                           |
| 3.                        | Intermarché-Wanty-Gobert Matériaux | + 1h08m09s                |                           |
| 4.                        | Ineos Grenadiers                   | + 1h09m16s                |                           |
| 5.                        | Astana Qazaqstan Team              | + 2h06m48s                |                           |
| 6.                        | Trek-Segafredo                     | + 2h14m21s                |                           |
| 7.                        | Jumbo-Visma                        | + 2h32m45s                |                           |
| 8.                        | UAE Team Emirates                  | + 3h06m21s                |                           |
| 9.                        | BikeExchange-Jayco                 | + 3h08m56s                |                           |
| 10.                       | Movistar Team                      | + 3h21m06s                |                           |

## Abandonos
- Alexander Cepeda não tomou a saída.[2]

- Richie Porte não completou a etapa por problemas estomacal.[3]